# Anna Coleman Ladd
Anna Coleman Ladd (geboren Anna Coleman Watts) (Bryn Mawr, 15 juli 1878 - Santa Barbara, 3 juni 1939) was een Amerikaanse beeldhouwster, die in de Eerste Wereldoorlog cosmetische maskers maakte voor soldaten die verminkt waren aan hun gezicht.

## Biografie

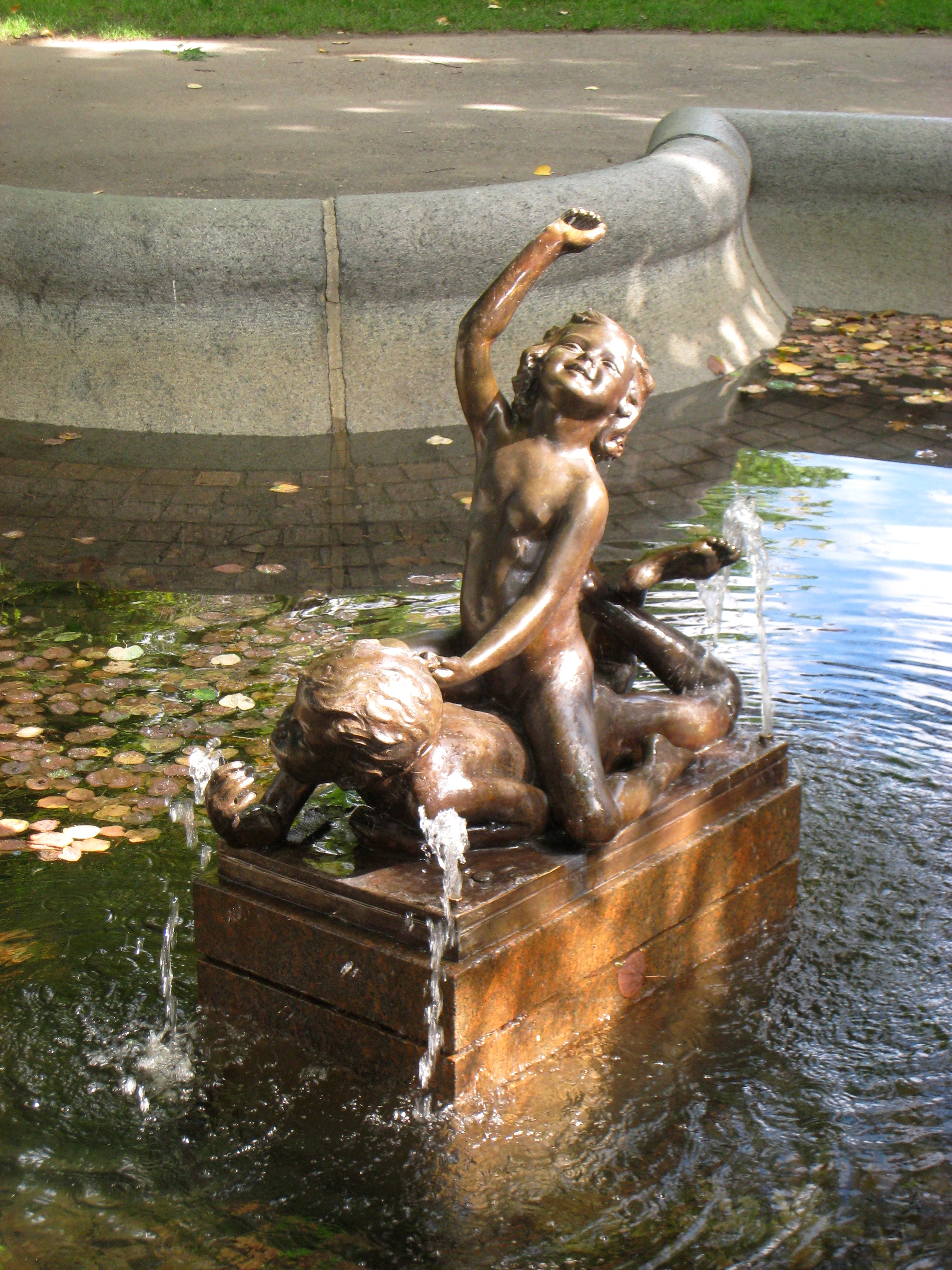
Triton babies in de Boston Public Garden

Anna Coleman Watts werd geboren in Bryn Mawr in de Amerikaanse staat Pennsylvania en volgde een opleiding in Europa, waar ze beeldhouwkunst studeerde in Parijs en Rome. Ze verhuisde naar Boston in 1905, toen ze met Dr. Maynard Ladd trouwde, en studeerde daar drie jaar bij Bela Pratt aan de Boston Museum School. Haar werk Triton Babies werd getoond op de Panama-Pacific Exposition van 1915 in San Francisco. (Het is nu een fonteinbeeld in de Boston Public Garden.) In 1914 was ze oprichter van de Guild of Boston Artists en exposeerde in zowel de openingsshow als de reizende tentoonstelling die volgde en waar ze later een solo-expositie hield.
Ladd daagde zichzelf uit op vele artistieke fronten en schreef twee boeken, Hieronymus Rides, gebaseerd op een middeleeuwse romantiek waaraan ze jarenlang werkte en The Candid Adventurer, een weerspiegeling van de samenleving van Boston in 1913.
Ze wijdde zich aan portretten die goed werden ontvangen. Haar portret van Eleanora Duse was een van de slechts drie die de actrice ooit toestond. Eind 1917 verhuisde Ladd naar Frankrijk met haar echtgenoot, die werd aangesteld om het kinderbureau van het Amerikaanse Rode Kruis in Toul te leiden. In die tijd maakte ze kennis met het werk van Francis Derwent Wood op de afdeling Masks for Facial Disfigurement in Parijs. Na een ontmoeting met Wood, richtte Ladd het Amerikaanse Rode Kruis "Studio voor portretmaskers" op om cosmetische maskers te maken voor mannen die tijdens de Eerste Wereldoorlog ernstig waren verminkt.
Na de Eerste Wereldoorlog maakte ze, in opdracht van het American Legion van Manchester-by-the-Sea, een beeld van een ontbindend lijk op een prikkeldraadhek voor een oorlogsmonument.
In 1936 ging Ladd terug naar de Verenigde Staten met haar man en vestigde zich in Californië, waar ze stierf in 1939. Ze werd overleefd door haar dochter, Gabriella May Ladd, die de tweede vrouw was van Henry Dwight Sedgwick, de overgrootvader van Kyra Sedgwick.

## Ladds prothetische werk
Soldaten kwamen naar Ladds atelier om een afdruk van hun gezicht te laten maken en hun gelaatstrekken op klei of plasticine te beeldhouwen. Deze vorm werd vervolgens gebruikt om het prothetische stuk te maken van extreem dun gegalvaniseerd koper. Het metaal werd geverfd met hard email om op de huidtint van de ontvanger te lijken. Ladd gebruikte echt haar om de wimpers, wenkbrauwen en snorren te maken. De prothese werd aan het gezicht bevestigd door touwtjes of brillen zoals de protheses gemaakt in de "Tin Noses Shop" van Francis Derwent Wood.
Voor dit werk verdiende ze de Légion d'Honneur Croix de Chevalier en de Servische Orde van Saint Sava.

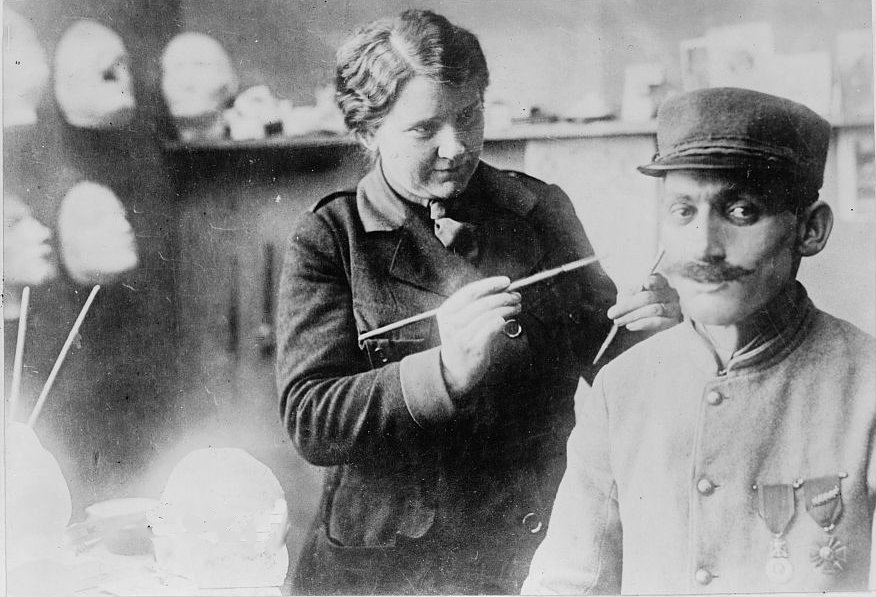
Ladd werkt aan een masker met een soldaat in haar atelier.

## Varia
Het prothetische werk dat Ladd verrichtte heet nu anaplastologie. Anaplastologie is de kunst, het ambacht en de wetenschap van het herstellen van afwezige of misvormde anatomie door kunstmatige middelen.